# Unione Sportiva Grosseto 1976-1977
Questa pagina raccoglie le informazioni riguardanti l'Unione Sportiva Grosseto nelle competizioni ufficiali della stagione 1976-1977.

## Rosa
| N. |                   | Ruolo | Calciatore         |
| -- | ----------------- | ----- | ------------------ |
|    | Italia (bandiera) | A     | Paolo Bergamo      |
|    | Italia (bandiera) | A     | Carlo Borghi       |
|    | Italia (bandiera) | D     | Piero Brezzi       |
|    | Italia (bandiera) | C     | Marco Cacitti      |
|    | Italia (bandiera) | D     | Eddo Carlet        |
|    | Italia (bandiera) | A     | Rosario Castronovo |
|    | Italia (bandiera) | C     | Bruno Chinellato   |
|    | Italia (bandiera) | A     | Vinicio Ciacci     |
|    | Italia (bandiera) | D     | Fabio Ciavattini   |
|    | Italia (bandiera) | A     | Sergio Di Prospero |
|    | Italia (bandiera) | D     | Gian Luigi Gavino  |
|    | Italia (bandiera) | D     | Piero Giannoni     |

| N. |                   | Ruolo | Calciatore          |
| -- | ----------------- | ----- | ------------------- |
|    | Italia (bandiera) | D     | Walter Giardi       |
|    | Italia (bandiera) | A     | Alessandro Maiolino |
|    | Italia (bandiera) | C     | Maurizio Maniscalco |
|    | Italia (bandiera) | D     | Rolando Marchetti   |
|    | Italia (bandiera) | C     | Ottavio Mencio      |
|    | Italia (bandiera) | P     | Roberto Negrisolo   |
|    | Italia (bandiera) | C     | Giovannio Oddo      |
|    | Italia (bandiera) | D     | Tullio Pezzopane    |
|    | Italia (bandiera) |       | Rosi                |
|    | Italia (bandiera) |       | A. Sabatini         |
|    | Italia (bandiera) | C     | Lorenzo Zauli       |